# Вайтсборо (Нью-Джерсі)
Вайтсборо (англ. Whitesboro) — переписна місцевість (CDP) в США, в окрузі Кейп-Мей штату Нью-Джерсі. Населення — 2300 осіб (2020).

## Географія
Вайтсборо розташоване за координатами 39°2′32″ пн. ш. 74°52′5″ зх. д. / 39.04222° пн. ш. 74.86806° зх. д. (39.042252, -74.868134).  За даними Бюро перепису населення США в 2010 році переписна місцевість мала площу 9,41 км², з яких 9,36 км² — суходіл та 0,05 км² — водойми.

## Демографія
Згідно з переписом 2010 року, у переписній місцевості мешкало 2205 осіб у 870 домогосподарствах у складі 572 родин. Густота населення становила 234 особи/км².  Було 1072 помешкання (114/км²).
Расовий склад населення:
| - 53,0 % — білих - 37,1 % — чорних або афроамериканців - 1,1 % — азіатів - 0,5 % — корінних американців - 3,1 % — осіб інших рас |

До двох чи більше рас належало 5,2 %. Частка іспаномовних становила 8,8 % від усіх жителів.
За віковим діапазоном населення розподілялося таким чином: 24,2 % — особи молодші 18 років, 54,5 % — особи у віці 18—64 років, 21,3 % — особи у віці 65 років та старші. Медіана віку мешканця становила 41,5 року. На 100 осіб жіночої статі у переписній місцевості припадало 89,9 чоловіків;  на 100 жінок у віці від 18 років та старших — 84,8 чоловіків також старших 18 років.